# Koning Willem-Alexanderlaan
De Koning Willem-Alexanderlaan, voorheen Sportlaan, is een straat in Alkmaar. Het is een zijstraat van de Prins Bernardlaan aan de rand van de Westerhout. Aan de zuidzijde is de Koning Willem-Alexanderlaan via het Supporterslaantje verbonden met de Nieuwpoortslaan. 
De straat heeft haar huidige naam in 2013 gekregen. Als eerbetoon aan de koning en ter oplossing van een naamsconflict met de Sportlaan in Koedijk, werd de straat hernoemd.
De eerste wedstrijd in het betaald voetbal in Nederland, een vriendschappelijke wedstrijd tussen Beroepsvoetbalclub Alkmaar en Sportclub Venlo '54, vond plaats op 14 augustus 1954 op het Gemeentelijk Sportpark. Na de fusie tussen de KNVB en de beroepsvoetbalbond NBVB, veranderde de Beroepsvoetbalclub Alkmaar haar naam in Alkmaar '54 en ging spelen op het naastgelegen Alkmaarderhout, beide gelegen aan de toenmalige Sportlaan.
Sinds de sloop van het stadion Alkmaarderhout, na de verhuizing van voetbalclub AZ naar een nieuw stadion in 2006, werd het gebied opnieuw ontwikkeld, waardoor aan de westzijde de "Jan Wilshof" is gecreëerd. Deze straat is vernoemd naar de Alkmaarse architect Jan Wils, architect van het Olympisch Stadion in Amsterdam. Ter herinnering aan de voetbalgeschiedenis van Alkmaar '54, AZ'67 en AZ aan de toenmalige Sportlaan werd in augustus 2014 een monument opgericht.

## Sportfaciliteiten
- Tennispark De Hout, thuishonk van TV De Hout en een ITF tennistoernooi (een zogenaamd "future-toernooi").[5]
- Gemeentelijk Sportpark Alkmaar: voetbalvelden CSV Jong Holland en Drafcentrum Alkmaar (paardensport)
- Stadion Alkmaarderhout (1948-2006): VV Alkmaarsche Boys, Alkmaar '54, AZ'67 en AZ. Na 2006: Zwembad De Hout en woningen.